# Jeroen Beker
Pour les articles homonymes, voir Beker (homonymie).
 (octobre 2018).
Jeroen Beker, né en 1966 aux Pays-Bas, est un producteur de cinéma néerlandais.

## Filmographie
- 1998 : La Fiancée polonaise de Karim Traïdia[2]
- 1998 : FL 19,99 de Mart Dominicus[3]
- 1998 : Temmink: The Ultimate Fight de Boris Paval Conen
- 2000 : Jacky de Fow Pyng Hu et Brat Ljatifi[4]
- 2001 : Îles flottantes de Nanouk Leopold[5]
- 2001 : With Great Joy de Lodewijk Crijns
- 2003 : Roadkill de Jeroen Annokkee8[6]
- 2003 : Phileine Says Sorry de Robert Jan Westdijk[7]
- 2004 : Paradise girls de Fow Pyng Hu[8]
- 2004 : In Orange de Joram Lürsen
- 2006 : Northern Light de David Lammers
- 2006 : Black Book de Paul Verhoeven[9]
- 2007 : Love is all de Joram Lürsen[10]
- 2008 : Succes de Diederik Ebbinge[11]
- 2008 : Tiramisu de Paula van der Oest[12]
- 2008 : In Real Life de Robert Jan Westdijk[13]
- 2010 : Joy de Mijke de Jong[14]
- 2011 : Ingrid Jonker de Paula van der Oest[15]
- 2012 : Only Decent People de Lodewijk Crijns[16]
- 2014 : Une déflagration de Syllas Tzoumerkas[17]
- 2015 : The Paradise Suite de Joost van Ginkel[18]
- 2017 : Harbour de Stefanie Kolk[19]
- 2017 : Bestaan Is Gaan de Shady El-Hamus[20]
- 2017 : Kiem Holijanda de Sarah Veltmeyer
- 2017 : Find This Dumb Little Bitch and Throw Her Into a River de Ben Brand
- 2017 : Sing Song de Mischa Kamp